# 飛騨弁
飛騨弁（ひだべん）は、岐阜県飛騨地方で話される日本語の方言である。方言学では飛騨方言（ひだほうげん）と言う。東海東山方言の岐阜・愛知方言（ギア方言）に分類される。

## 区画
岐阜県の方言を南北に分けた場合、美濃と飛騨の間で分かれるのではなく、飛騨・美濃北部と美濃南部の間に境界がある。方言学では美濃北部（郡上市および加茂郡北部・旧武儀郡北部）も飛騨方言に含むことがある。
岐阜県は愛知県とともに東日本方言と西日本方言の緩衝地帯であること、内陸部であり周辺の方言の要素が複雑に入り交ざっていること、山がちな地形であることから、飛騨弁と一言でいっても地域によって様々に異なる。いくつかに下位区分される。大きく、北飛騨方言（高山市・飛騨市・白川村）と南飛騨方言（下呂市）に分ける場合や、北飛（旧吉城郡大部分）、中飛（高山盆地一帯）、南飛（宮峠以南。高山市南部と下呂市）に分ける場合がある。

## 音声・音韻・アクセント
「高い」→「たけー」などの連母音融合は、飛騨弁では一般に起こらない。「えらい」→「えれー」などはあるが、個別の変化である。
高山市などでは、北陸方言にみられる間投イントネーション（ゆすりイントネーション）に似た独特のイントネーションがある。文末の動詞終止形の最後に、特別の高さ、長さ、強さがあり、助詞「なー」が付いた場合「なああ」のような音調が現れるという。
アクセントは内輪東京式アクセントである。共通語と異なる点としては、一拍名詞第二類（名・葉・日など）が「ひが」型となる、三拍形容詞がすべて「あかい」型で平板型がない等。「なに」「いつ」「どこ」などの疑問詞は、岐阜県南部では平板型の「なにが」型であるが、美濃北部以北では共通語と同じく頭高型「なにが」となる。ただし地域により語により平板型の場合もある。
高山市（中心部）では、三拍名詞第五類の「油」「涙」「柱」「枕」が平板型「なみだが」になる。おおむね久々野町以南ではこれらが中高型「なみだが」になる。ただし同じ第五類でも「朝日」「命」「紅葉」は高山でも中高型「あさひが」である。
富山県に接する旧神岡町の茂住・中山、旧宮川村の杉原・小豆沢や白川村小白川では富山アクセントの影響があり、二拍名詞のうち東京式で尾高型「いしが」になる語のうち、二拍目に狭母音（/i, u/）のある「石・髪・犬・足」などが頭高型「いしが」となる場合がある。

## 文法・表現
断定の助動詞は｢や」または｢じゃ｣である。大正期までは専ら｢じゃ｣が用いられていた。
否定の助動詞は「ん」「せん」「へん」。「へん」よりも「せん」が多い。否定の過去形は「なんだ」。
推量は｢…やろー/じゃろー」である。「雨が降らず」のような「ず」や、「降るら」のような「ら」、「ら」の変化した「だ」もあるが衰退している。また奥飛騨に｢…じゃらず/であらず｣がある。同じ類の表現（「…だらず｣等）が長野県北東部と長野、愛知県境付近に分布しており、古い特徴と考えられる。「行かすか」（行くものか）、「あらすか」（あるものか）のような表現の「す」は推量「ず」の一種と考えられる。否定推量に「まい」が使われるが、「まいか」の形で勧誘にも用いる。飛騨弁では「行かまい」のように未然形接続である。
西日本の方言に多い、副詞を用いることなく進行相と完了相を区別する表現を用いる。例えば英語の "be doing" を示す「やりよる」、 "have done" を示す「やっとる」のように使い分けすることが可能である。
待遇表現では、尊敬の助動詞に以下のものがある。
- 「…っしゃる/さっしゃる」「…っさる/さっさる」は、飛騨弁で広く使われる。「せらる」の変化したもの。「行かっしゃる」「見さっしゃる」のように動詞の未然形に付く。
- 「…はる/らはる」は、高山市付近で用いられる。「行かはる」「見らはる」のように未然形に付く。近畿方言の「はる」とは語源が違うと考えられる[19]。
- 「…っせる/さっせる」は名古屋弁・美濃弁で使われるものだが飛騨中央部でも使われる。「しゃる/さっしゃる」が下一段活用に変化したものとされる。
- ほかに「…なはる」「…んさる」「…なれる」「…やる」も使われる。いずれも連用形に付く。「やる」は尊敬というより親愛語で、使うのは高齢層に限られる。
- 尊敬の補助動詞には、「…ておいでる」「…てござる」「…ておくれる」「…てくだれる」がある。「ござる」は「おいでる」よりも待遇度が低く、使うのは高齢層だけになっている。「くだれる」も同じく、「おくれる」より待遇度が低く高齢層のみになっている。

文末に「（なん）やさ」をつけるのが飛騨弁の特徴とされる。また、男性は「（なん）やうぇ」とつけることも多い。

## 語彙
- いずまかす - あぐらをかく。
- うい - 嫌な。気の毒な。漢字で書くと「憂い」。
- えらい（えれえ） - 疲れた。
- おいた - （嫌なので）やめた。
- おぞい（おぜえ） - 粗悪な。おんぼろな。汚い。
- おとましい - もったいない。惜しい。気の毒な。
- おり - 俺。
- かぎ（を）かう - 鍵をかける。
- かに - ごめんなさい。「堪忍」が転じたもの。
- きんさい - いらっしゃい。
- くつばかしい - くすぐったい。
- 来る - 行く。九州方言などにおける用法に類似。
- げばいた - 失敗した。
- こわい（こうぇえ） - 恥ずかしい。心配な。嫌な。忌まわしい。面倒な。気の毒な。寂しい。不満な。様々な意味を持って様々な場面で用いるため、飛騨弁に慣れない者には理解しにくい言葉の一つである。「あれ、こーわいさ」「あれ、こーわい」と使用することが多い。
- さがし - 竹馬。
- しみる（しびる） - 凍る。寒い。
- しんがい - へそくり。
- しんびきする - 迷う。
- そめ - 案山子。
- たけ - 馬鹿、阿保のように、相手を馬鹿にする言葉。
- だちかん（だしかん） - 駄目だ。「埒が明かぬ」が転じたもの。丁寧形は「だちきません」。
- ためらう - 体に気をつける。「ためらってな（＝お大事に）」とも。
- つずりさせ - コオロギ。
- でえれえ（でれ） - 強調の接頭語。「でえれすげえ（＝とてもすごい）」のように用いる。「どえらい」が転じて。
- てきない（てきねえ） - 苦しい。
- とうな - とうもろこし。
- どす - 強調の接頭語。「どすえらい（＝ひどく大きい）」のように用いる。
- にかご - 赤ん坊。
- ねばり - 真綿。
- のま - 雪崩。
- はじかい - ざらざらしているさま。特に手肌が乾燥してカサカサしている様子。
- はしゃぐ - 乾く。
- はや - もう。「はや来たんけな（＝もう来たのかよ）」のように用いる。
- はんちくたい（はんちくてえ） - 腹が立った。
- びー - 女の子。
- ひねくましい - 年よりも老けて見えるさま。
- へちかむ - へこむ。つぶれる。
- べんこくさい - 生意気。
- またじ　－片つける
- まめけな（まめなかな） - お元気ですか。
- やわい - 準備。「やわう」で準備する。
- よこいとる - 変だ。腐っている。

## 例文
- 「わりゃんとこのびー、まめかいな？」「まめまめ。べんこくそうて、だしかんさ」

（あなたの家の娘さん、元気？すごく元気、最近生意気で大変よ）
以下は『岐阜県方言の研究』より。原典はカタカナ表記だが漢字ひらがな混じりに変え、句読点を適宜打った。共通語訳は一部修正した。それぞれの会話は繋がっていない。
高山市東部の生井町で1969年に収録
- 80歳男性「町のまりで かったも、ここで かったも ねゃ ひとっちゃもなー。町で かったって そねねや まけんでなー。まちゃー はあー ねゃー いっしょじゃ ことやうえなー。そいと持って来ると いと 損じゃでなー」

（町の辺りで買ってもここで買っても値は同じだものねー。町で買ったってそんなに値はまけない（値引きしない）からねー。町は、はー、値は一緒だということだわねー。そうすると持って来るっていうと損だからねー）
- 78歳女性「あっついにゃー まー もとねゃ にょーぼしゅでも こざ おねてや いく こっちゃったんじゃけど はぁー あよんで いくんじゃった けどなー はあー」

（暑いときにはまー、以前は女房衆でもコザを背負っては行くんだったんだけど、はー、歩いて行くんだったけどなー、はー）
- 80歳男性「ちょっと となり いく さえはや もー くるまで いかにゃ いかんのやでなー。としよりゃ よー 運転しんし まー 今でも あるって いくけんど わかいもなー もー なんしりゃー どんな 近いどこでも 乗ってや 乗ってや ゆき」

（ちょっと隣へ行くのでさえもう車で行かなければいけないのだからねー。年寄りは運転できないし、まー今でも歩いて行くけれども若い者はもう行くとなればどんな近いところでも（車に）乗っては乗っては行く）
高山市陣屋前広場の朝市で1969年に収録
- 女性の売り手「ほーれんそーで ねで こわいな。白菜やんにゃ。しんきくは いらまいし。しんきくは やーらかいんじゃけど すきすきやでなー。もの さんわ あんの さんわ ねーちゃん 二十円に しとくさ。二十五円や おろしお」

（ホウレンソウでないから残念ですね。白菜なんですよ。春菊は要らないでしょうし。春菊は柔らかいんだけど好きずきだからねー。物は三束あるの三束、ねえちゃん、二十円にしておくわ。二十五円の卸値を）